# バイロン・ヤング (ラインバッカー)
バイロン・ヤング（Byron Young, 1998年3月13日 - ）は、アメリカ合衆国サウスカロライナ州ジョージタウン出身のプロアメリカンフットボール選手。NFLのロサンゼルス・ラムズに所属している。ポジションはアウトサイドラインバッカー。

## 経歴

### ハイスクール
カーバーズ・ベイ高等学校で4年間プレーしたが、NCAAの大学からのオファーはなく、卒業後は雑貨チェーン店のダラー・ゼネラルで勤務していた。

### カレッジ
2020年に奨学金のないウォーク・オンでジョージア・ミリタリーカレッジに進学した。1年間プレーした後、テネシー大学へ転校した。
2021年シーズンは46タックル、5.5サックを記録した。
2022年シーズンは37タックル、7サックを記録し、オールSECファーストチームに選出された。

### ロサンゼルス・ラムズ
| 6 ft 2+3⁄8 in (189 cm)      | 250 lb (113 kg) | 32+1⁄2 in (83 cm) | 9+1⁄4 in (23 cm) | 4.43 s | 1.62 s | 2.58 s | 7.19 s | 38.0 in (97 cm) | 11 ft 0 in (3.35 m) | 22 回 |
| All values from NFL Combine |                 |                   |                  |        |        |        |        |                 |                     |       |

2023年のNFLドラフトにて全体77位でロサンゼルス・ラムズから指名され、その後ルーキー契約を結んだ。